# Classe préparatoire adaptation technicien supérieur
Pour les articles homonymes, voir ATS.
Dans le système éducatif français, la classe préparatoire adaptation technicien supérieur ou ATS est une voie particulière - destinée à des étudiants de formation technique - d'orientation en seconde année. L'accès est conditionné par l'obtention d'un Brevet de Technicien Supérieur, d'une deuxième année d'un Bachelor Universitaire de Technologie ou d'un titre équivalent. Cette CPGE se déroule sur une année.
La réussite aux concours permet l'intégration en Bac+3 dans le cas des ATS scientifiques et en Bac+4 dans les cas des ATS Économie et gestion et Métiers de l'horticulture et du paysage.

## Les différentes filières de préparation

### Les classes préparatoires ATS scientifiques
Il existe différentes spécialités de classes ATS scientifiques :
- Biologie : 12 classes[2]. La classe préparatoire ATS biologie est réservée aux titulaires d'un BTS agricole (BTSA), d'un BTS maritime (BTSM) ou encore de BTS et DUT dont les spécialités sont proches de l'agriculture et de l'agroalimentaire[3].
- Génie civil : 6 classes[4]. La classe préparatoire ATS Génie civil est ouverte aux titulaires d'un BUT2 ou BUT3 ou BTS souhaitant se préparer à intégrer une grande école d'ingénieurs, dans les domaines du bâtiment, des travaux publics, du génie urbain, de l'éco-construction, du bois, de la topographie, ... ou en filière d'ingénieur généraliste.
- Ingénierie industrielle : 40 classes[5]. La classe préparatoire ATS ingénierie industrielle est ouverte aux BTS et DUT du secteur industriel. Elle les prépare à l'entrée dans les écoles d'ingénieurs[3] en les aidant à consolider leurs connaissances dans les disciplines scientifiques et non scientifiques.
- Métiers de la chimie : 3 classes[6]

Une filière de préparation aux écoles nationales du paysage :
- Métiers de l'horticulture et du paysage : 2 classes[7]

### Les classes préparatoires ATS économie et gestion
Les 14 classes préparatoires ATS économie et gestion préparent les titulaires d'un bac +2 aux concours d'entrée des écoles de commerce en deuxième année. Ces études étant gratuites, cela peut présenter l'avantage d'économiser un an de droits de scolarité en école de commerce.
Une partie des enseignements se déroule à l'université (une dizaine d'heures) en troisième année de licence économie et gestion ou d'administration économique et sociale (AES). Outre l'obtention d'une licence, cela permet de sécuriser les débouchés en permettant également un accès en M1 à l'université ou un Institut d'administration des entreprises (IAE).
Les classes préparatoires ATS économie et gestion prépare deux concours d'admission sur titre : le programme Passerelle Grande Ecole qui regroupe six écoles de commerce et le concours Ecricome Tremplin qui regroupe cinq écoles de management.

## Concours
Les classes ATS préparent principalement aux concours suivants :
- Les concours Agro-Véto pour les ATS Biologie[1]
- Les concours Passerelle Grande École et Ecricome Tremplin pour les ATS Économie et gestion[10]
- Le concours ATS et la banque d'épreuves BUT pour les ATS Génie civil et les ATS Ingénierie industrielle
- Les écoles de chimie de la Fédération Gay-Lussac sur contrôle continu pour les ATS Métiers de la chimie[1]
- Les écoles nationales supérieures du paysage pour les ATS Métiers de l'horticulture et du paysage[1]
- Les écoles de management, IAE, masters universitaires sélectifs pour les ATS Économie-Gestion

Il est également possible de postuler aux concours propres proposés par les écoles et aux admissions sur titre.

## Enseignement
L'année de préparation ATS a pour objectif de rattraper certaines connaissances scientifiques des étudiants passés par des classes préparatoires classiques. Ainsi, l'emploi du temps comportera des matières scientifiques comme les mathématiques et des approfondissements en fonction des différentes filières de classes préparatoires ATS (biologie, chimie, technologie, physique ou génie civil).
Des enseignements sont également dispensés pour permettre aux étudiants en ATS d'atteindre un niveau d'expression écrite ou orale équivalent à celui des étudiants passés par les classes préparatoires classiques (français, langue vivante). Des cours d'éducation physique et sportive (EPS) sont également donnés.
En classes préparatoires ATS économie et gestion, des cours de culture générale sont également donnés afin de préparer à un test d'aptitude à la gestion et au management (Tage-Mage). Les cours d'anglais préparent au TOEIC.
Les étudiants acquièrent également certaines méthodes de travail.